# Giải Bông Sen cho thiết kế âm thanh xuất sắc
Thiết kế âm thanh xuất sắc là một giải thưởng nằm trong các hạng mục chính của Liên hoan phim Việt Nam.

Nghệ sĩ nhân dân Bành Bắc Hải (1958–2025)

Danh sách này không đầy đủ, bạn cũng có thể giúp mở rộng danh sách.

## Thập niên 2000
| Năm               | Hạng mục      | Người thắng giải | Phim                | Chú thích   |
| ----------------- | ------------- | ---------------- | ------------------- | ----------- |
| (Lần thứ 14) 2004 | Điện ảnh      |                  |                     | [ 1 ] [ 2 ] |
| (Lần thứ 14) 2004 | Phim tài liệu | Lê Huy Hòa       | Thang đá ngược ngàn | [ 1 ] [ 2 ] |
| (Lần thứ 14) 2004 | Phim khoa học |                  |                     | [ 1 ] [ 2 ] |
| (Lần thứ 14) 2004 | Hoạt hình     |                  |                     | [ 1 ] [ 2 ] |

## Thập niên 2010
| Năm               | Hạng mục      | Người thắng giải       | Phim                       | Chú thích   |
| ----------------- | ------------- | ---------------------- | -------------------------- | ----------- |
| (Lần thứ 17) 2011 | Điện ảnh      | Bành Bắc Hải           | Vũ điệu đam mê             | [ 3 ] [ 4 ] |
| (Lần thứ 17) 2011 | Hoạt hình     | Bành Bắc Hải           | Chiếc lá Giấc mơ Loa thành | [ 3 ] [ 4 ] |
| (Lần thứ 18) 2013 | Điện ảnh      | Franck Desmouslins (1) | Lạc lối Đam mê             | [ 5 ]       |
| (Lần thứ 18) 2013 | Phim tài liệu | Dương Thế Vinh (1)     | Ký ức một thời             | [ 5 ]       |
| (Lần thứ 18) 2013 | Hoạt hình     | Nguyễn Chí Hoàng Nam   | Xin chào bút chì           | [ 5 ]       |
| (Lần thứ 19) 2015 | Điện ảnh      | Crane Song Group       | Nước 2030                  | [ 6 ]       |
| (Lần thứ 19) 2015 | Phim tài liệu | Trần Kiên              | Đỉnh cao chiến thắng       | [ 6 ]       |
| (Lần thứ 19) 2015 | Phim khoa học | Dương Thế Vinh (2)     | Chúa sơn lâm sau song sắt  | [ 6 ]       |
| (Lần thứ 19) 2015 | Hoạt hình     | Nguyễn Duy Long (1)    | Những mặt phẳng            | [ 6 ]       |
| (Lần thứ 20) 2017 | Điện ảnh      | Franck Desmoulins (2)  | Cô hầu gái                 | [ 7 ]       |
| (Lần thứ 20) 2017 | Phim tài liệu | Nguyễn Đình Cảnh       | Xuphanuvông với Việt Nam   | [ 7 ]       |
| (Lần thứ 20) 2017 | Phim khoa học | Nguyễn Vinh Khoa (1)   | Muốn về nhà                | [ 7 ]       |
| (Lần thứ 20) 2017 | Hoạt hình     | Không trao giải        | Không trao giải            | [ 7 ]       |
| (Lần thứ 21) 2019 | Điện ảnh      | Vũ Thành Long          | Song lang                  | [ 8 ]       |
| (Lần thứ 21) 2019 | Phim tài liệu | Nguyễn Vinh Khoa (2)   | Nhớ biển                   | [ 8 ]       |
| (Lần thứ 21) 2019 | Phim khoa học | Dương Thế Vinh (3)     | Trầm cảm sau sinh          | [ 8 ]       |
| (Lần thứ 21) 2019 | Hoạt hình     | Nguyễn Duy Long (2)    | Bí mật hang Duôn           | [ 8 ]       |

## Thập niên 2020
| Năm               | Hạng mục      | Người thắng giải                    | Phim                       | Chú thích |
| ----------------- | ------------- | ----------------------------------- | -------------------------- | --------- |
| (Lần thứ 22) 2021 | Điện ảnh      | Peter Mulheron                      | Bằng chứng vô hình         | [ 9 ]     |
| (Lần thứ 22) 2021 | Phim tài liệu | Chu Đức Thắng (1), Đào Thị Hằng (1) | Mầm xanh đất lửa           | [ 9 ]     |
| (Lần thứ 22) 2021 | Phim khoa học | Hữu Bính, Xuân Hương                | Ca trù vọng tiếng ngàn năm | [ 9 ]     |
| (Lần thứ 22) 2021 | Hoạt hình     | Nguyễn Hồng Quân                    | Ánh sáng không bao giờ tắt | [ 9 ]     |
| (Lần thứ 23) 2023 | Điện ảnh      | Vick Võ Hoàng                       | Em và Trịnh                | [ 10 ]    |
| (Lần thứ 23) 2023 | Phim tài liệu | Chu Đức Thắng (2), Đào Thị Hằng (2) | Thép trong lòng biển sâu   | [ 10 ]    |
| (Lần thứ 23) 2023 | Phim khoa học | Dương Ngọc Hoà                      | Đàn đá - Báu vật cổ xưa    | [ 10 ]    |
| (Lần thứ 23) 2023 | Hoạt hình     | Nguyễn Duy Long (3)                 | Đại Hành Hoàng đế          | [ 10 ]    |